# Hity numer jeden Listy Przebojów Programu Trzeciego w roku 1986
Notowania Listy Przebojów Trójki, które przedstawiają utwory osiągające pierwsze miejsce w roku 1986.
| Data notowania  | Numer notowania | Wykonawca                                      | Tytuł piosenki                                |
| --------------- | --------------- | ---------------------------------------------- | --------------------------------------------- |
| 4 stycznia      | 197             | Jennifer Rush                                  | The Power of Love                             |
| 11 stycznia     | 198             | A-ha                                           | Take on Me                                    |
| 18 stycznia     | 199             | Dire Straits                                   | Brothers in Arms                              |
| 18 stycznia     | 200             | George Michael                                 | Careless Whisper                              |
| 25 stycznia     | 201             | Dire Straits                                   | Brothers in Arms                              |
| 1 lutego        | 202             | Dire Straits                                   | Brothers in Arms                              |
| 8 lutego        | 203             | Dire Straits                                   | Brothers in Arms                              |
| 15 lutego       | 204             | Dire Straits                                   | Brothers in Arms                              |
| 22 lutego       | 205             | Dire Straits                                   | Brothers in Arms                              |
| 1 marca         | 206             | Dire Straits                                   | Brothers in Arms                              |
| 8 marca         | 207             | Dire Straits                                   | Brothers in Arms                              |
| 15 marca        | 208             | Dire Straits                                   | Brothers in Arms                              |
| 22 marca        | 209             | A-ha                                           | The Sun Always Shines on T.V.                 |
| 5 kwietnia      | 210/211         | Dire Straits                                   | Brothers in Arms                              |
| 12 kwietnia     | 212             | Papa Dance                                     | Naj story                                     |
| 19 kwietnia     | 213             | Papa Dance                                     | Naj story                                     |
| 26 kwietnia     | 214             | David Bowie                                    | Absolute Beginners                            |
| 3 maja          | 215             | Tilt                                           | Mówię ci, że…                                 |
| 10 maja         | 216             | George Michael                                 | A Different Corner                            |
| 17 maja         | 217             | Dire Straits                                   | Your Latest Trick                             |
| 24 maja         | 218             | Dire Straits                                   | Your Latest Trick                             |
| 31 maja         | 219             | Saxon                                          | Broken Heroes                                 |
| 7 czerwca       | 220             | Alphaville                                     | Dance with Me                                 |
| 14 czerwca      | 221             | Cliff Richard & The Young Ones ft. Hank Marvin | Living Doll                                   |
| 21 czerwca      | 222             | A-ha                                           | Hunting High and Low                          |
| 28 czerwca      | 223             | Van Halen                                      | Why Can't This Be Love                        |
| 5 lipca         | 224             | Van Halen                                      | Why Can't This Be Love                        |
| 12 lipca        | 225             | Tilt                                           | Rzeka miłości, morze radości, ocean szczęścia |
| 19 lipca        | 226             | Tilt                                           | Rzeka miłości, morze radości, ocean szczęścia |
| 26 lipca        | 227             | Colourbox                                      | The Official Colourbox World Cup Theme        |
| 2 sierpnia      | 228             | Republika                                      | Moja krew                                     |
| 9 sierpnia      | 229             | Republika                                      | Moja krew                                     |
| 16 sierpnia     | 230             | Wham!                                          | The Edge of Heaven                            |
| 23 sierpnia     | 231             | Republika                                      | Moja krew                                     |
| 30 sierpnia     | 232             | Chris de Burgh                                 | The Lady in Red                               |
| 6 września      | 233             | Chris de Burgh                                 | The Lady in Red                               |
| 13 września     | 234             | Kult                                           | Do Ani                                        |
| 20 września     | 235             | Kult                                           | Do Ani                                        |
| 27 września     | 236             | Kult                                           | Do Ani                                        |
| 4 października  | 237             | Kult                                           | Do Ani                                        |
| 11 października | 238             | Peter Gabriel                                  | Red Rain                                      |
| 18 października | 239             | Eurythmics                                     | The Miracle of Love                           |
| 25 października | 240             | Eurythmics                                     | The Miracle of Love                           |
| 8 listopada     | 241/242         | Cyndi Lauper                                   | True Colors                                   |
| 15 listopada    | 243             | Wham!                                          | Where Did Your Heart Go?                      |
| 22 listopada    | 244             | Pet Shop Boys                                  | Suburbia                                      |
| 29 listopada    | 245             | Pet Shop Boys                                  | Suburbia                                      |
| 6 grudnia       | 246             | Europe                                         | The Final Countdown                           |
| 13 grudnia      | 247             | Europe                                         | The Final Countdown                           |
| 20 grudnia      | 248             | Europe                                         | The Final Countdown                           |
| 27 grudnia      | 249             | Status Quo                                     | In the Army Now                               |
| 27 grudnia      | 250             | Dire Straits                                   | Brothers in Arms                              |